# Ammoniummetavanadaat
Ammoniummetavanadaat (NH4VO3) is een hygroscopisch ammoniumzout van vanadium. De stof komt voor als een wit-beige tot lichtgeel hygroscopisch kristallijn poeder, dat matig tot goed oplosbaar is in water. Het is, naast kaliummetavanadaat, een van de meest gebruikte vanadaten in het laboratorium. Een waterige oplossing van ammoniummetavanadaat reageert quasi-neutraal: de pH van een 5%-oplossing bij 20 °C bedraagt 6,5.

## Synthese
Ammoniummetavanadaat kan bereid worden door een metathesereactie tussen natriummetavanadaat en ammoniumchloride:
{\displaystyle {\ce {NaVO3 + NH4Cl -> NH4VO3 + NaCl}}}

## Kristalstructuur
Ammoniummetavanadaat heeft een typische polymere kristalstructuren. Vanadium wordt omringd door 4 zuurstofatomen, die een tetraëdrische structuur aannemen. Van de 4 zuurstofatomen zijn er 2 gemeenschappelijk met 2 andere tetraëders.
|               |                   |
| Molecuulmodel | [(VO3)n]n−-ketens |

## Toepassingen
Ammoniummetavanadaat wordt gebruikt bij de bereiding van katalysatoren voor de organische en anorganische chemie. Verder wordt het gebruikt bij de productie van verf en lak.
Mandelins reagens is een oplossing van 10 gram ammoniummetavanadaat per liter geconcentreerd zwavelzuur, en wordt gebruikt om amfetamines mee aan te tonen.